# 2016年のロシア
2016年のロシア （2016ねんのロシア）では、2016年のロシアに関する出来事について記述する。

## できごと

### 9月
- 9月4日-5日 - 中華人民共和国浙江省杭州市で第11回20か国・地域首脳会合（G20）。ロシアからはウラジーミル・プーチン大統領が出席。